# Com Truise
Сет Хейлі, відомий за сценічним ім'ям Com Truise — американський продюсер електронної музики, що пише композиції synthwave з Oneida New York, що живе у Принстоні в Нью-Джерсі. Псевдонім є перестановкою букв з імені актора Tom Cruise. Сет працював артдиректором, однак згодом покинув роботу і випустив перший реліз під іменем Com Truise. До цього Хейлі писав треки в стилі Драм-енд-бейс під псевдонімами Sarin Sunday, SYSTM та Airliner.
Com Truise працює з синтезатором, беручи натхнення у музичних стилях і семплах, що були актуальні у 1980-х. Перший лонг-плей, Cyanide Sisters EP, випущений для безкоштовного поширення лейблом AMDISCS, було перевипущено Ghostly International. Згодом був написаний ремікс на композицію з альбому Tron: Legacy Reconfigured.
В червні 2011-го Сет випустив свій перший повноцінний альбом Galactic Melt. Права на композиції належать Downtown Music Publishing.

## Дискографія

### Альбоми
- Galactic Melt (Ghostly International, червень 2011)
- In Decay (Ghostly International, липень 2012)

### EP
- Cyanide Sisters EP (AMDISCS, червень 2010)
- Cyanide Sisters EP (Reissue) (Ghostly International, січень 2011)
- Fairlight EP (Ghostly International, вересень 2011)
- Wave 1 EP (Ghostly International, лютий 2014)
- Silicon Tare EP (Ghostly International, квітень 2016)

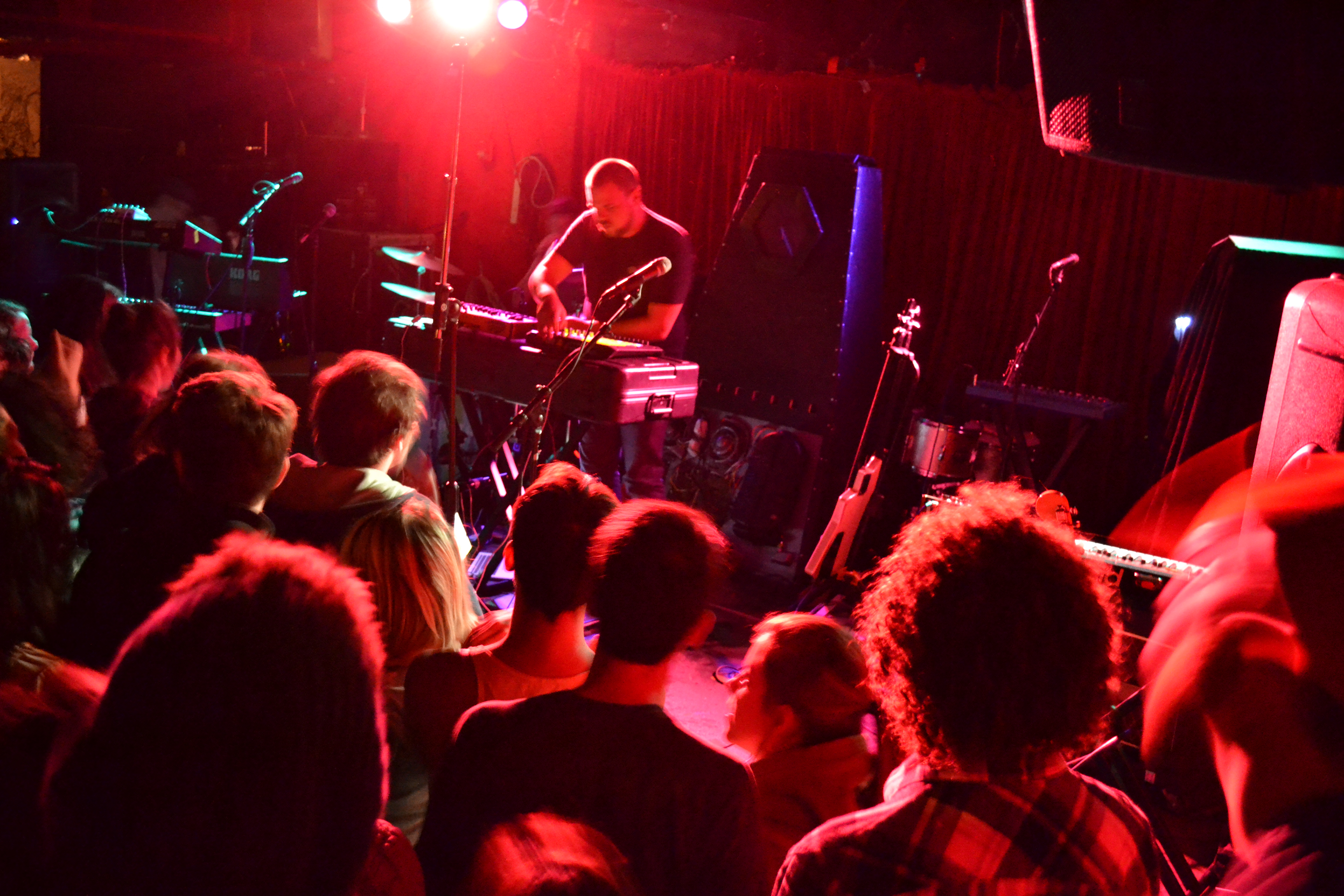
Com Truise в 2011 році в магазині Grog в Клівленді-Хайтс в Огайо

### Автор музики
- Oddience — «Watermelon» (квітень 2015)[5]
- Little Boots — «Business Pleasure» (Business Pleasure EP, грудень 2014)

### Ремікси
- FOE — «A Handsome Stranger Called Death (Com Truise RMX)» (серпень 2010)
- Neon Indian — «Sleep Paralysist (Com Truise 'Disorder' Remix)» (листопад 2010)
- Neon Indian — «Sleep Paralysist (Com Truise 'Eyelid' Remix)» (листопад 2010)
- Twin Shadow — «Castles In The Snow (Com Truise Remix)» (листопад 2010)
- Franklin — «I Know (Com Truise Remix)» (січень 2011)
- Daft Punk — «Encom Part 2 (Com Truise Remix)» (квітень 2011)
- Hussle Club — «Loose Tights (Com Truise Tight Pants Remix)» (квітень 2011)
- Ana Lola Roman — «Klutch (Com Truise Remix)» (квітень 2011)
- Locussolus — «Throwdown (Com Truise Remix)» (червень 2011)
- Foster the People — «Helena Beat (Com Truise Remix)» (грудень 2011)
- Arsenal — «One Day At A Time (Com Truise Remix)» (лютий 2012)
- ZZ Ward — «Criminal ft Freddie Gibbs (Com Truise Remix)» (липень 2012)
- Saint Michel — «Katherine (Com Truise Remix)» (вересень 2012)
- Sky Ferreira — «Red Lips (Com Truise Remix)» (вересень 2012)
- Maroon 5 — «One More Night (Com Truise Remix)» (жовтень 2012)
- Sally Shapiro — «What Can I Do (Com Truise Remix)» (листопад 2012)
- El Ten Eleven — «Thanks Bill (Com Truise Remix)» (квітень 2013)
- Stars — «Hold On When You Get Love And Let Go When You Give It (Com Truise Remix)» (квітень 2013)
- Everything Everything — «Kemosabe (Com Truise Remix)» (травень 2013)
- Charli XCX — «What I Like (Com Truise Remix)» (травень 2013)
- Darkness Falls — «Timeline (Com Truise Remix)» (липень 2013)
- Blood Diamonds feat. Dominic Lord — «Barcode (Com Truise Remix)» (вересень 2013)
- The Twilight Sad — «Sick (Com Truise Remix)» (жовтень 2013)
- Kris Menace feat. Lawrence LT Thompson — «Love Is Everywhere (Com Truise Remix)» (жовтень 2013)
- beGun — «Shanghai (Com Truise Remix)» (жовтень 2013)
- Bloodgroup — «Mysteries Undone (Com Truise Remix)» (грудень 2013)
- Flight Facilities — «Stand Still feat. Micky Green (Com Truise Remix)» (грудень 2013)
- The Knocks — «Learn To Fly (Com Truise Remix)» (грудень 2013)
- Hollow & Akimbo — «Singularity (Com Truise Remix)» (січень 2014)
- Junior Prom — «Sheila Put The Knife Down (Com Truise Remix)» (лютий 2014)
- Weeknight — «Dark Light (Com Truise Remix)» (лютий 2014)
- Client Liaison — «Free Of Fear (Com Truise Remix)» (березень 2014)
- Tapioca And The Flea — «Take It Slow (Com Truise Remix)» (червень 2014)
- Tycho — «Awake (Com Truise Remix)» (червень 2014)
- Bear Hands — «Agora (Com Truise Remix)» (жовтень 2014)
- Digitalism — «Battlecry (Com Truise Remix)» (травень 2016)